# 何东平
何东平（1955年10月—），男，汉族，祖籍广东大埔，生于福建武平，中华人民共和国编辑。中山大学中国语言文学系汉语言文学专业毕业。

## 生平
1986年12月加入中国共产党。1982年8月从中山大学毕业后，先后在光明日报总编室、记者部工作。历任总编室主任助理、总编室副主任、记者部副主任、总编室主任、总编辑助理、编委会委员、副总编辑及机关党委书记。2012年6月，任光明日报总编辑、机关党委书记。2012年9月，任光明日报总编辑。2013年，当选第十二届全国人民代表大会广东地区代表。2016年5月，卸任光明日报总编辑职务。